# Az elátkozott Leeds United
Az elátkozott Leeds United (eredeti cím: The Damned United) 2009-ben bemutatott film, amelynek a főszereplői Timothy Spall és Michael Sheen. A történet valós eseményeken alapszik, Brian Clough és Peter Taylor életrajzát mutatja be, ezenkívül a Leeds United működésébe is bepillantást nyerhetünk.

## Cselekmény
Az 1970-es évek közepén a Leeds United volt a legjobb futballcsapat Angliában. Edzőjük, Don Revie-t az angol válogatott szövetségi kapitányának nevezik ki, ezért a klub másik tréner után néz. A Derby Countyval bajnoki címet nyerő Brian Clough-ra esik a választás, aki azonban segédedzője, Peter Taylor nélkül 44 nap alatt megbukik a Leeds kispadján. Később újra összeáll a páros és sikert sikerre halmoznak.

## Szereplők
| Színész        | Szerep        | Magyar hang      |
| -------------- | ------------- | ---------------- |
| Timothy Spall  | Peter Taylor  | Mikó István      |
| Michael Sheen  | Brian Clough  | Fekete Ernő      |
| Colm Meaney    | Don Revie     | Koroknay Géza    |
| Henry Goodman  | Manny Cussins | Áron László      |
| Maurice Roëves | Jimmy Gordon  | Cs. Németh Lajos |
| Stephen Graham | Billy Bremner | Hujber Ferenc    |
| Mark Cameron   | Norman Hunter |                  |
| Jim Broadbent  | Sam Longson   | Balázs Péter     |